# Chizé
Chizé település Franciaországban, Deux-Sèvres megyében. Lakosainak száma 843 fő (2022. január 1.). Chizé Dampierre-sur-Boutonne, La Villedieu, Brieuil-sur-Chizé, Secondigné-sur-Belle, Le Vert, Villiers-en-Bois és Villiers-sur-Chizé községekkel határos.

## Népesség
A település népességének változása:
| Lakosok száma | 882  | 872  | 889  | 863  | 854  | 846  | 843  | 840  | 843  |
|               | 2013 | 2015 | 2016 | 2017 | 2018 | 2019 | 2020 | 2021 | 2022 |